# AJ Alatimu

a Compétitions nationales et continentales officielles uniquement.

b Matchs officiels uniquement.
Dernière mise à jour le 15 février 2023.
AJ Alatimu, né le 25 mars 1993 à Apia (Samoa), est un joueur de rugby à XV international samoan évoluant aux postes de demi d'ouverture et de centre. Il joue depuis 2024 avec la franchise américaine des SaberCats de Houston en Major League Rugby.

## Carrière

### En club
AJ Alatimu est né à Apia aux Samoa, mais grandit en Nouvelle-Zélande, où il est scolarisé à la James Cook High School (en) de Manurewa. Il commence sa carrière au niveau amateur avec Ardmore Marist dans le championnat de la fédération des Counties Manukau,.
Ne parvenant pas à lancer sa carrière professionnelle en Nouvelle-Zélande, il déménage en Australie en 2015 dans le but d'obtenir davantage d'opportunités. il s'installe alors en Australie-Occidentale, et joue avec le club amateur des Wests Scarborough en RugbyWA Premier Grade (en),. Il obtient son premier contrat professionnel l'année suivante, avec l'équipe de Perth Spirit en National Rugby Championship (NRC). Il joue huit matchs lors de la saison 2016, tous comme remplaçant. Il participe ainsi à la victoire de son équipe en championnat.
En 2017, il change d'État, et rejoint dans un premier temps le GPS Rugby en Queensland Premier Rugby, où il s'impose rapidement à l'ouverture. Grâce à sa bonne saison, il fait partie la mêle année de l'effectif de Brisbane City pour la saison 2017 de NRC. Barré par des joueurs comme Quade Cooper ou Karmichael Hunt, il ne joue que cinq rencontres, dont quatre titularisations au poste de premier centre.
L'année suivante, il fait son retour en Australie-Occidentale, et s'engage avec la franchise de la Western Force, qui vient d'être exclue du Super Rugby. Avec cette équipe, il joue la première année les World Series Rugby, avant de disputer le Global Rapid Rugby en 2019 et 2020. La Western Force remporte cette compétition en 2019, après avoir terminée la saison invaincue. Néanmoins, bien que présent dans l'effectif, il ne joue aucun match lors des NRC 2018 et 2019,.
Non-conservé après sa troisième année avec la Western Force, il rejoint la franchise américaine des Seawolves de Seattle pour la saison 2021 de Major League Rugby. Jouant dix matchs, tous comme titulaire, il prolonge par la suite son contrat pour trois saisons supplémentaires,. En 2022, son équipe remporte la conférence ouest, avant d'échouer en finale du championnat face à Rugby New York. Alatimu participe pleinement au bon parcours de son équipe, en terminant meilleur réalisateur de la compétition avec 168 points inscrits,. Il prolonge son contrat pour une troisième saison avec les Seawolves en 
À l'intersaison 2022 de MLR, il retourne jouer en Nouvelle-Zélande le temps d'une saison, avec sa province d'origine des Counties Manukau en National Provincial Championship,.

### En équipe nationale
AJ Alatimu joue avec l'équipe des Samoa des moins de 20 ans en 2013, disputant à cette occasion le championnat du monde junior en France,.
Il est appelé à jouer pour la première fois avec l'équipe des Samoa en octobre 2017 afin de participer à la tournée d'automne en Europe. Il obtient sa première cape internationale le 11 novembre 2017 à l’occasion d’un test-match contre l'équipe d'Écosse à Édimbourg,.
En 2019, après avoir participé à la Coupe des nations du Pacifique, il est retenu par le sélectionneur Steve Jackson (en) dans le groupe samoan pour disputer la Coupe du monde au Japon. Troisième ouvreur du groupe derrière l'expérimenté Tusi Pisi et le polyvalent Ulupano Seuteni, il ne dispute qu'un seul match lors de la compétition, contre la Russie en tant que remplaçant.
En 2022, il dispute avec sa sélection la Coupe des nations du Pacifique 2022, et joue un match lors de la compétition, qui est remportée par son équipe,.

## Palmarès

### En club
- Vainqueur du National Rugby Championship en 2016 avec Perth Spirit.
- Vainqueur du Global Rapid Rugby en 2019 avec la Western Force.
- Finaliste de Major League Rugby en 2022 avec les Seawolves de Seattle.

### En équipe nationale
- Vainqueur de la Coupe des nations du Pacifique en 2022 avec les Samoa.

## Statistiques internationales
- 8 sélections avec les Samoa depuis 2017.
- 11 points (1 pénalité, 4 transformations).
- Sélections par années : 1 en 2017, 5 en 2019, 1 en 2022.